# Бавикіно (Курська область)
Бавикіно (рос. Бавыкино) — присілок в Обоянському районі Курської області Російської Федерації.
Населення становить 286 осіб. Входить до складу муніципального утворення Афанасівська сільрада.

## Історія
Населений пункт розташований на території українського етнічного та культурного краю Східна Слобожанщина.
Від 2004 року входить до складу муніципального утворення Афанасівська сільрада.

## Населення
| 2002 | 2010 |
| ---- | ---- |
| 281  | ↗286 |